# Сатам-е-милли
Сатам-е-милли ― политическое движение в Афганистане, которое было основано фундаменталистом Тахиром Бадахши.
14 февраля 1979 года четверо активистов движения захватили и убили американского посла Адольфа Дабса.
Во время правления Нур Мохаммада Тараки и Хафизуллы Амина последователи «Сатам-е-милли» не могли активно осуществлять свою деятельность, поэтому они начали свою работу в сельских районах на севере Афганистана, но когда Бабрак Кармаль приехал в Афганистан, тогда они открыто начали свою деятельность. Тахир Бадахши, близкий друг Бабрака Кармаля, начал влиять на государственные учреждения во время его правления. В 1983 году Башир Баглани, политический лидер «Сатам-е-милли», стал министром юстиции Афганистана.
«Сатам-е-милли» по-прежнему имеет влияние в непуштунских населенных пунктах на севере Афганистана.